# We shall fight on the beaches
We shall fight on the beaches (pouvant être traduit en français par « Nous nous battrons sur les plages ») est un titre informel donné à un discours prononcé le 4 juin 1940 par Winston Churchill à la Chambre des communes du Parlement du Royaume-Uni. C'est le deuxième de trois discours d'importance prononcés dans le cadre de la bataille de France, après Du sang, du labeur, des larmes et de la sueur, prononcé le 13 mai, et avant C'était là leur heure de gloire, prononcé le 18 juin. 

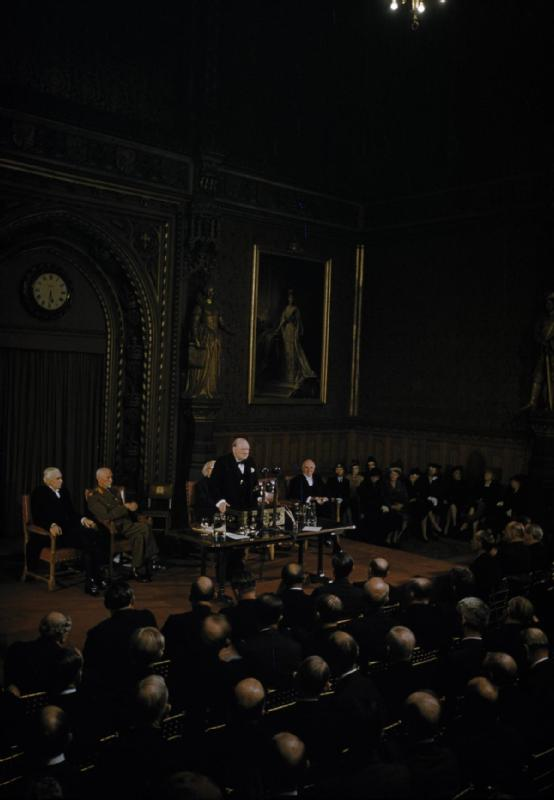
Winston Churchill à la Chambre des communes (Royaume-Uni) en 1942.

We shall fight on the beaches décrit les désastres militaires de la campagne des 18 jours, notamment en critiquant la capitulation de Léopold III de Belgique et en vantant le succès de l'opération Dynamo ainsi que le travail de la Royal Air Force. Il met en garde la Chambre de la possibilité d'une invasion de la Grande-Bretagne par le Troisième Reich. Il réitère la volonté ferme du gouvernement britannique de combattre ce dernier par tous les moyens et d'atteindre la « victoire, quels que soient le temps et les efforts que cela demandera »,. Il termine par un appel à l'aide indirect au reste de l'Empire britannique et au Nouveau Monde (États-Unis).

## Contexte
Le 10 mai 1940, huit mois après le début de la Seconde Guerre mondiale, l'insatisfaction envers le gouvernement de Neville Chamberlain concernant la gestion de la guerre, exprimée notamment lors du débat sur la Norvège, amène Churchill au poste de Premier ministre du Royaume-Uni. Le même jour, l'Allemagne envahit les Pays-Bas, le Luxembourg et la Belgique, débutant ainsi la bataille de France. 
Sans parler de cette situation, le 13 mai, Churchill s'adresse à la Chambre des communes pour la première fois en tant que Premier ministre :

« Je vais dire à la chambre ce que j'ai dit à ceux qui ont rejoint ce gouvernement : « Je n'ai rien à offrir si ce n'est du sang, du labeur, des larmes et de la sueur ». »

— Winston Churchill, Du sang, du labeur, des larmes et de la sueur
Anticipant un parcours des forces allemandes semblable à celui effectué en 1914, les lignes de communication (en) du corps expéditionnaire britannique (CEB) traversaient les ports de Dieppe et du Havre. Elles ne traversaient pas les ports situés à des endroits étroits de la Manche, tels ceux de Boulogne, Calais et Dunkerque. 
Le 13 mai, la percée allemande en Ardennes atteint la Meuse et Sedan. Le 20 mai, les divisions blindées de la Wehrmacht ont atteint la côte de la Manche, séparant le CEB de la plus grande partie des forces françaises (dont la 1re armée).
Profitant de la division des forces Alliées, la Wehrmacht longe la côte française avec peu de résistance. Après la capitulation de la Belgique le 28 mai, les forces alliées battent en retraite à Dunkerque, où elles seront évacuées lors de l'opération Dynamo.

Lors de la capitulation belge, Churchill fait une brève déclaration en Chambre. Il conclut : 

« En attendant, la Chambre doit se préparer. Je ne peux qu'ajouter que rien de ce qui pourra arriver lors de cette bataille ne nous enlèvera le devoir de défendre notre cause ; ni ne détruira notre confiance en notre capacité à parvenir, tout comme nous l'avons fait par le passé, à travers le désastre et le deuil, à défaire l'ennemi. »

— Winston Churchill, 28 mai 1940
 À ce moment, il annonce qu'il fera une déclaration sur la situation militaire le 4 juin.
Bien qu'une grande quantité d'hommes aient été évacués avec succès de France vers la Grande-Bretagne, le CEB a laissé derrière à peu près tout son armement lourd. De plus, les régiments français évacués de Dunkerque et repositionnés en Bretagne doivent rapidement se rendre aux forces allemandes.
La percée allemande ne s'est pas encore rendue dans le sud. Les Français y ont établi une mince ligne défensive le long de l'Aisne (Oise) et de la Somme. Le commandement militaire britannique estime que cette ligne ne pourra pas soutenir une attaque majeure de la Wehrmacht. Le commandement français demande des renforts aériens aux Britanniques. Cependant, plusieurs d'entre eux doutent de la volonté française de poursuivre la guerre, même en l'absence d'autres désastres militaires. Churchill argumente en faveur de l'envoi de soutien aérien, jugeant que ce dernier est vital pour le moral de l'opinion publique française et ne voulant pas donner d'excuses à l'armée française pour s'écraser. Cela permettrait au gouvernement français non seulement de ne pas capituler, mais de ne pas devenir un ennemi du Royaume-Uni. 
Le Cabinet de guerre britannique discute de ce point le 3 juin et le matin du 4 juin. Il retient l'avis de la Royal Air Force et du Secrétaire d'État de l'air Archibald Sinclair de prioriser les défenses britanniques. Ainsi, les trois escadrons déjà en France y resteront, mais aucun escadron supplémentaire ne sera envoyé.
Malgré le fait que le gros du CEB soit rentré sain et sauf en Grande-Bretagne, Mass-Observation rapporte que le moral de l'opinion publique est au plus bas. Seulement la moitié de la population s'attend à ce que le pays poursuive le combat et plusieurs pensent : « cette guerre n'est pas la nôtre. C'est une guerre de la haute avec ses grands mots, déconnectée de nous,,. »

Dans ce contexte, Churchill doit décrire les événements désastreux des dernières semaines et avertir la Chambre d'une possible invasion allemande, sans toutefois semer le doute sur une éventuelle victoire. Il doit soulever la possibilité d'une reddition française sans d'aucune manière cautionner ou encourager celle-ci,. Finalement, il doit réitérer la détermination du gouvernement exprimée le 13 mai, où il disait 

« Nous avons devant nous une épreuve de la pire espèce. Nous avons devant nous plusieurs, plusieurs longs mois de bataille et de souffrance. Vous demandez quelle est notre politique ? Je vous dis : elle est de faire la guerre, en mer, sur terre et dans les airs, avec toute notre puissance et toute la force que Dieu peut nous donner ; de faire la guerre contre une tyrannie monstrueuse qui n'a pas d'équivalent dans le noir et lamentable recensement des crimes de l'humanité. Voilà notre politique. Vous demandez quel est notre objectif ? Je vous le dis en un mot : c'est la victoire, la victoire à tout prix, la victoire malgré la terreur, la victoire quels que soient le temps et les efforts que cela demandera. »

— Winston Churchill, 13 mai 1940

## Péroraison
La péroraison du discours est probablement la partie la plus connue de ce dernier. Elle est reconnue comme l'un des meilleurs moments oratoires de Churchill.

« Retournant encore une fois, et cette fois plus généralement, à la question de l'invasion, je constate qu'il n'y a jamais eu une période, au cours de ces longs siècles dont nous nous vantons, durant laquelle nous aurions pu donner à notre peuple une garantie absolue contre une invasion, encore moins contre d'importants raids. Du temps de Napoléon, dont je vous parlais il y a un instant, le même vent qui aurait poussé ses navires de transport vers notre rive de la Manche aurait pu en chasser notre flotte de blocus. Il y a toujours ce risque, et c'est ce risque qui a excité et trompé l'imagination de tant de tyrans continentaux. Beaucoup ne sont plus que de vieilles histoires. Nous sommes sûrs que de nouvelles méthodes seront adoptées, et quand nous voyons l'originalité de la malveillance, l'ingéniosité de l'agression que déploient nos ennemis, nous devons assurément nous préparer à toutes sortes de nouveaux stratagèmes et toutes sortes de manœuvres perfides. Je pense qu'aucune idée n'est assez folle pour qu'elle ne soit pas considérée et scrutée avec un œil studieux, et en même temps, je l'espère, sérieux. Nous ne devons jamais oublier les menaces sérieuses des forces marines et aériennes, qui peuvent être exercées de manière ciblée.

J'ai, moi-même, une confiance absolue que si tous font leurs devoirs, si rien n'est négligé et que les meilleures dispositions sont prises, comme elles le sont en ce moment, que nous allons nous montrer une fois de plus capables de défendre notre Île natale, de traverser la tempête de la guerre, et de survivre à la menace de la tyrannie, si nécessaire pendant des années, si nécessaire seuls.

De toute façon, c'est ce que nous allons essayer de faire. C'est la décision du gouvernement de Sa Majesté — de chaque homme qui le constitue. C’est la volonté du parlement et de la nation.

L'Empire britannique et la République française, unis ensemble dans leur quête et dans leurs besoins, défendront jusqu'à la mort leur terre natale, s'entraidant comme de bons camarades jusqu'aux limites de leurs forces.

Même si de grandes parties de l'Europe et de plusieurs vieux et réputés États sont tombés ou risquent de tomber sous l'emprise de la Gestapo et de tous les autres instruments du régime nazi, nous ne faiblirons et n'échouerons pas.

Nous irons jusqu'au bout, nous nous battrons en France, nous nous battrons sur les mers et les océans, nous nous battrons avec toujours plus de confiance ainsi qu'une force grandissante dans les airs, nous défendrons notre Île, quel qu'en soit le coût, nous nous battrons sur les plages, nous nous battrons sur les terrains d'atterrissage , nous nous battrons dans les champs et dans les rues, nous nous battrons dans les collines ; nous ne nous rendrons jamais, et même si, bien que je n'y croie pas un seul instant, cette Île ou une grande partie de cette Île était asservie et affamée, alors notre Empire au-delà des mers, armé et gardé par la flotte britannique, continuerait de lutter, jusqu'à ce que, quand Dieu le voudra, le Nouveau Monde, avec tout son pouvoir et sa puissance, vienne secourir et libérer l'Ancien. »

— Winston Churchill, We shall fight on the beaches
On raconte qu'à la fin, au moment où la Chambre des communes s'est levée pour ovationner Churchill, ce dernier aurait murmuré à un collègue : « Et nous les combattrons avec des culs de bouteilles brisées parce que c'est tout ce qu'il nous reste ! »,.

La répétition we shall fight..., mettant l'emphase sur la détermination à combattre, ressemble à celle d'un discours prononcé à Paris en juin 1918 par Georges Clemenceau et auquel Churchill a assisté. 

« Oui les Allemands peuvent prendre Paris, cela ne m'empêchera pas de faire la guerre. Nous nous battrons sur la Loire, nous nous battrons sur la Garonne, s'il le faut, et même sur les Pyrénées ! Si nous en sommes chassés, on continuera la guerre sur mer, mais quant à faire la paix, jamais ! »

## Postérité
On peut entendre une partie de la péroraison dans la chanson Fool's overture du groupe Supertramp (à 2:28) :

« We shall go on to the end. […] We shall fight on the seas and oceans, […] we shall defend our island, whatever the cost may be. […] We shall never surrender. »

Le discours de Churchill sert d'épilogue au film Dunkerque (2017) de Christopher Nolan, relatant l'évacuation des soldats alliés de la ville française, le personnage de Tommy (interprété par Fionn Whitehead) lisant les propos du Premier ministre dans le journal à voix haute.
C'est également par ce discours que se conclut le film Les Heures sombres (2018).
Lors des concerts du groupe Iron Maiden, une partie du discours est diffusée en introduction de la chanson Aces High, relative à la bataille d'Angleterre.